# Saison 1946-1947 du Football Club auscitain
‌
La saison 1946-1947 du Football Club auscitain voit le FC Auch remporter le titre de champion de France honneur contre Chambéry 5-3.
Pour la première fois, un recrutement important est réalisé et seuls quatre Auscitains sur le groupe de 18 joueurs participent à la conquête du titre.
Auch atteint aussi les huitièmes de finale de la coupe de France battu par Romans (du deuxième ligne international Robert Soro) 16-7 au stade Mayol.

## Les matchs de la saison

### Phases finales
- Quart de finale : Auch-Béziers
- Demi-finale : Auch-Lavelanet
- Finale : Auch-Chambéry 5-0

L’équipe du FCA s’était présentée dans la composition suivante :
Gimenez, Dutrey, Bentanery, Carrère, Hebrard, Cabanne (o), Theux (m), Ludwizack, Romulus, Penille, Laguerre, Saldana, Laurent, Viguié, Ginabat.
Auch est champion de France Excellence.

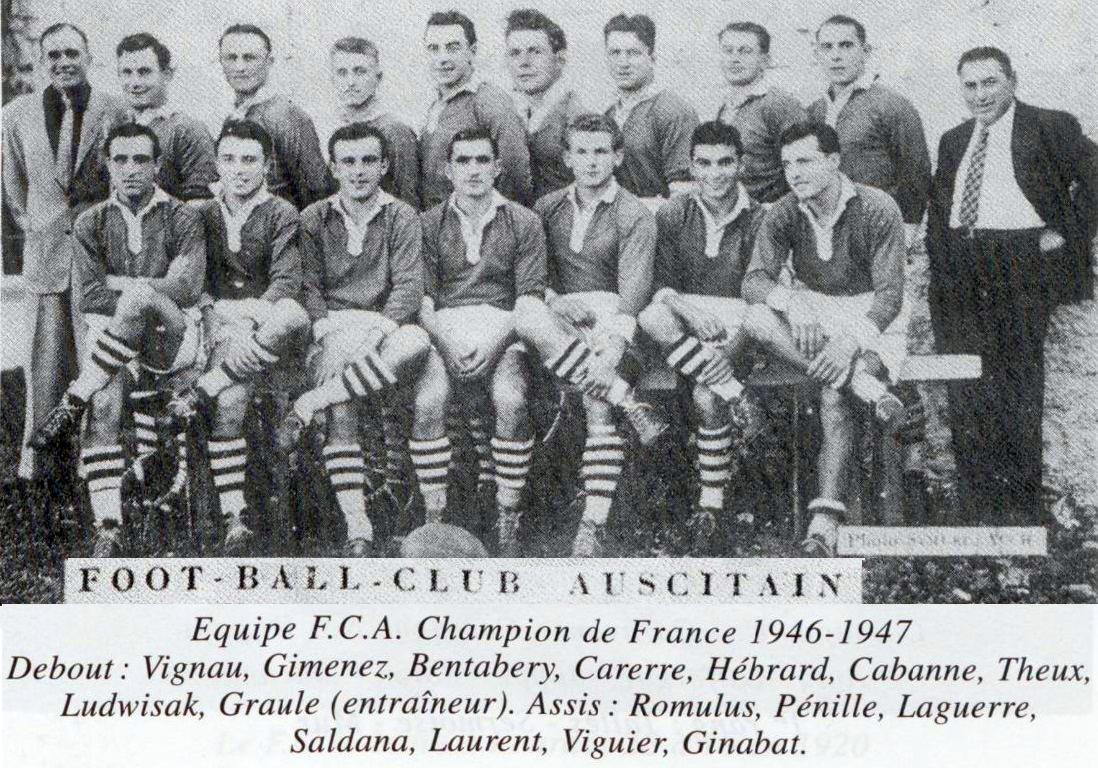
Le FC Auscitain champion de France de 2e division en 1947 (d. Honneur).

### Huitièmes de finale
| Date          | Lieu          | Équipe 1         | Équipe 2          | Résultat |
| ------------- | ------------- | ---------------- | ----------------- | -------- |
| 27 avril 1947 | Decazeville   | SU Agen          | Port-Vendres      | 30-12    |
| 27 avril 1947 | Narbonne      | Stade toulousain | SO Chambéry       | forfait  |
| 27 avril 1947 | Biarritz      | US Tyrosse       | AS Soustons       | 12-3     |
| 27 avril 1947 | Toulouse      | FC Lourdes       | US Carmaux        | 13-3     |
| 27 avril 1947 | Vienne        | AS Béziers       | Paris UC          | 21-5     |
| 27 avril 1947 | Saint-Étienne | AS Montferrand   | SO Givors         | 33-11    |
| 27 avril 1947 | Bordeaux      | Section paloise  | Castres olympique | 25-12    |
| 27 avril 1947 | Toulon        | US Romans        | FC Auch           | 16-7     |

C’est Vincent Graule, un catalan ancien champion de France avec le Lyon OU qui entraîne l’équipe mais il ne restera qu’une seule saison au club.

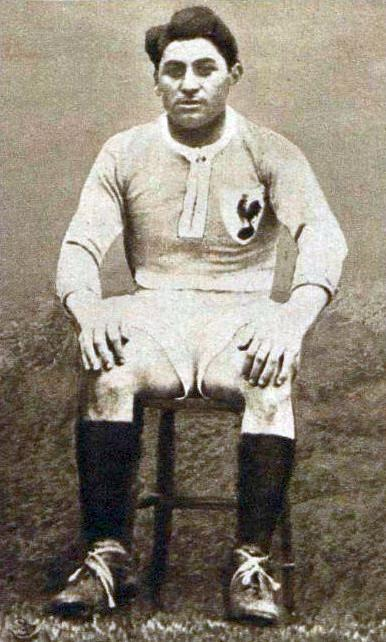
L'ancien international Vincent Graule conduit le FC Auch au titre de champion de France Honneur et aux huitièmes de finale de la coupe de France.

## Effectif
- Arrières :
- Ailiers :
- Centres :
- Ouvreur : René Monsarrat, Soulès
- Demis de mêlée :
- Troisièmes lignes centre :
- Troisièmes lignes aile :
- Deuxièmes lignes :
- Talonneurs :
- Piliers :